# École nationale supérieure des travaux publics (Alger)
L'École nationale supérieure des travaux publics d'Alger - Francis Jeanson, abrégé en ENSTP, est un établissement d'enseignement supérieur situé dans la commune de Kouba à Alger, en Algérie.

## Histoire
L'École nationale des travaux publics (ENTP) est créée par l’État algérien en 1966, et fut la première école de formation d’ingénieurs en bâtiment, travaux publics et hydraulique.
En 1985, l’école est érigée en institut national de formation supérieure et passe sous une double tutelle :  l'administrative (ministère des Travaux publics) et celle pédagogique (ministère de l’Enseignement supérieur et de la Recherche scientifique).
En 1998, l’école devient un établissement universitaire (tutelle unique de l’enseignement supérieur et de la recherche scientifique).
Elle porte le nom de Francis Jeanson.

## Localisation
Cet établissement est situé à la commune de Kouba (Alger), et plus exactement au niveau du campus situé au quartier de Garidi 1, en compagnie d'une résidence universitaire pour garçons.

## Formation
L'ENSTP propose des formations de graduation d'ingénieur d'état d'une durée de 5 ans, ainsi que des cursus en post-graduation.